# Piano regolatore di Palermo del 1885
Il Piano Regolatore del 1885, meglio noto come Piano Giarrusso, è il primo piano regolatore della città di Palermo.
Il PRG del 1885 è uno dei primi piani regolatori in Italia dopo quelli di Firenze (noto come piano Poggi del 1865)
e di Roma (noto come piano Viviani tra il 1873 e il 1882), è anche coevo a quello di risanamento di Napoli. Il progetto venne redatto dall'ingegner Felice Giarrusso.

## Storia
In realtà un primo tentativo di piano regolatore per la città viene redatto nel 1866 da parte dell'Ufficio tecnico comunale, il progetto prende il nome di Piano generale di bonifica e ampliamento che riprende alcuni elementi del progetto, mai portato a termine, di alcuni architetti locali capitanati da Giovan Battista Filippo Basile e che era stato soprannominato piano Grandioso. Il nuovo progetto del 1866 favoriva uno sviluppo disomogeneo proponendo la lottizzazione e i piani ad opera di privati. È anche grazie alla grande crescita demografica che nella zona Ovest della città vengono identificati due nuovi mandamenti in prossimità delle antiche residenze normanne: Cuba e Zisa.

## Il nuovo Piano Giarrusso

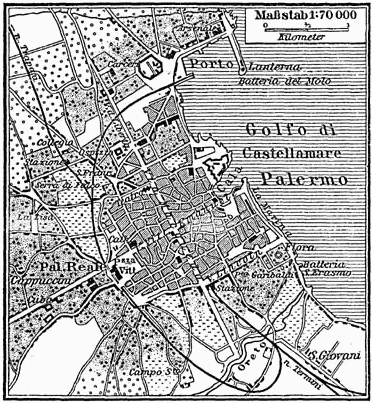
La città di Palermo intorno alla fine del 1800

Nella seconda metà dell'Ottocento la situazione igienico-sanitaria all'interno del centro storico peggiorava sempre di più. La maggior parte della popolazione infatti abitava i cosiddetti "catoi", una sorta di monolocali con cortile e solitamente privi di pavimentazione. L'amministrazione comunale bandì un concorso per un nuovo piano regolatore che riuscisse a bonificare il centro storico. I due piani in concorso erano quelli dell'ingegner Luigi Castiglia, che risultò perdente, e quello dell'ingegner Felice Giarrusso che venne scelto. Così la città adotta ufficialmente nel 1885 Piano regolatore di risanamento, che in parte si ricollegava al progetto Grandioso, di venti anni prima. Il progetto prevedeva l'apertura di quattro strade perpendicolari agli assi preesistenti che creassero degli incroci ortogonali al centro di ogni mandamento. Queste strade, dalla larghezza prevista intorno ai 20 metri, avrebbero avuto il compito di aprire la stretta e disordinata maglia viaria antica permettendo il passaggio dell'aria e della luce rendendo più salubri le varie zone. Per dislocare la popolazione dalle zone interessate dai lavori si vennero a creare nuovi quartieri posti soprattutto in riva al mare, come nei pressi delle borgate di Romagnolo nella zona sud e dell'Acquasanta alle falde del monte Pellegrino. Delle quattro grandi strade previste vennero realizzate soltanto l'attuale via Mongitore, che taglia parallelamente al Cassaro il quartiere dell'Albergheria, e la via Roma.

## La Via Roma
La via Roma presenta un iter realizzativo molto contorto ricco di problemi burocratici e finanziari. È l'unica via delle quattro previste ad essere stata completata, cioè è l'unica che attraversa due mandamenti (Tribunali e Castellamare correndo parallelamente alla via Maqueda). I lavori iniziarono nel 1895 e vennero ultimati nel 1922 e causarono la demolizione di molte abitazioni e di edifici e chiese di interesse storico. Poiché i finanziamenti terminavano periodicamente, i lavori non si svolsero con continuità cosicché la strada venne realizzata a zone presentando un tracciato non esattamente parallelo alla via Maqueda (si dice anche che questa leggera deviazione sia dovuta agli interessi di ricche famiglie che sul tracciato previsto vi avevano la residenza). La via Roma divenne dunque un importante asse cittadino che metteva in collegamento la Stazione centrale con la zona portuale del Borgo Vecchio. Per questo motivo sulla via si edificarono il Teatro Biondo e in epoca fascista il palazzo della Posta Centrale, senza dimenticare tutti i palazzi in stile umbertino che con la loro altezza rendevano vano lo sperato effetto di "risanamento" poiché eclissando i bassi edifici alle loro spalle impedivano il passaggio di luce e aria verso l'interno. Così la via Roma, finanziata col denaro previsto per le cosiddette opere di risanamento, divenne più che altro una strada celebrativa e a conferma di ciò all'inizio della stessa venne posto un ingresso monumentale in piazza Giulio Cesare.